# Observatório Magnético e Meteorológico de Toronto

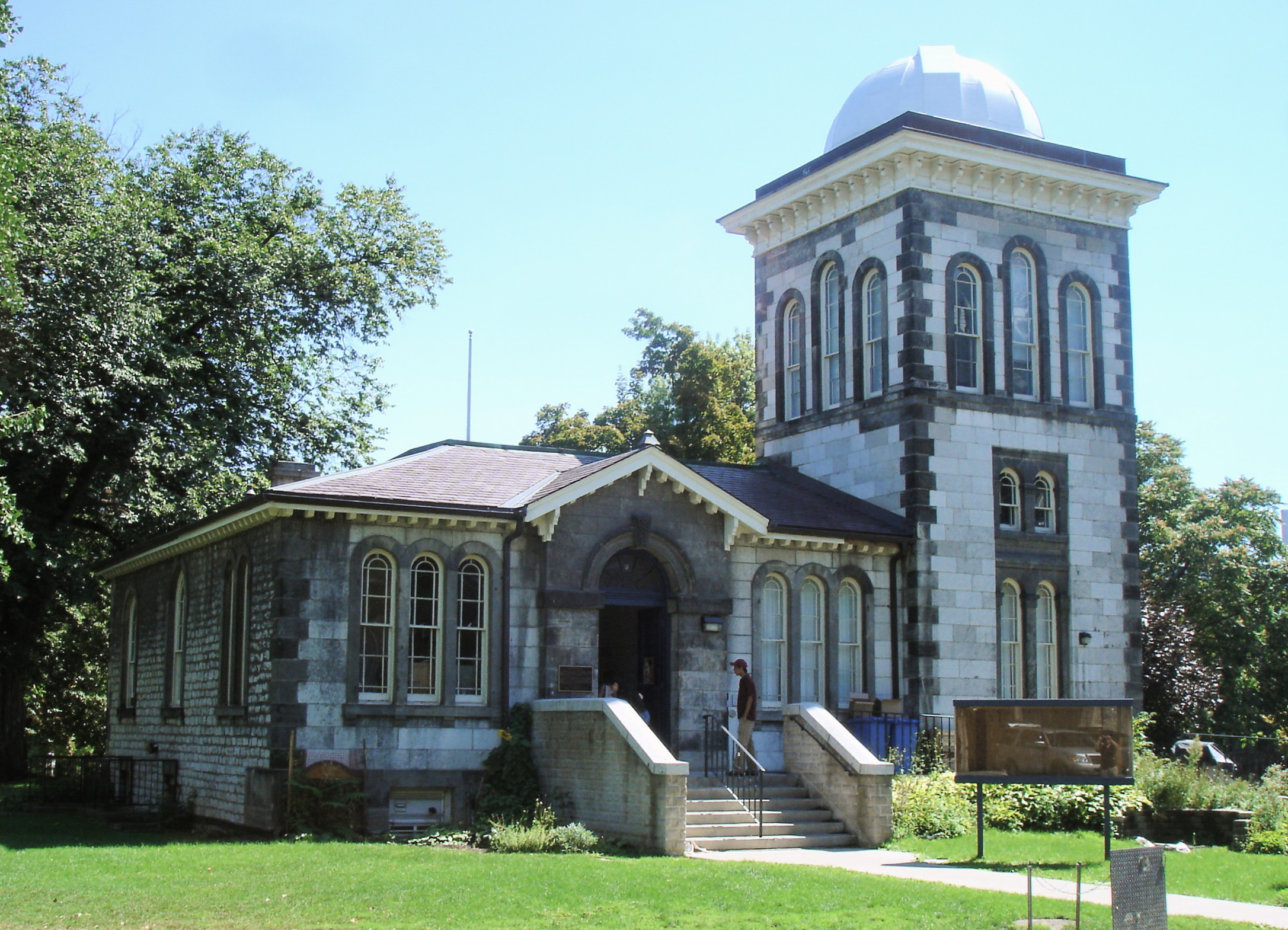
Observatório Magnético e Meteorológico de Toronto, localizado no terreno da Universidade de Toronto.

O Observatório Magnético e Meteorológico de Toronto é um observatório histórico localizado nos terrenos da Universidade de Toronto, em Toronto, Ontário, Canadá. O prédio original foi construído em 1840 como parte de um projeto de pesquisa mundial dirigido por Edward Sabine para determinar a causa das flutuações na declinação magnética. As medições feitas no local de Toronto demonstraram que as manchas solares eram responsáveis por esse efeito no campo magnético da Terra. Quando esse projeto foi concluído em 1853, o observatório foi bastante ampliado pelo governo canadense e serviu como a principal estação meteorológica e cronometrista oficial do país por mais de cinquenta anos. O observatório é considerado o berço da astronomia canadense.

## Estudo de Sabine

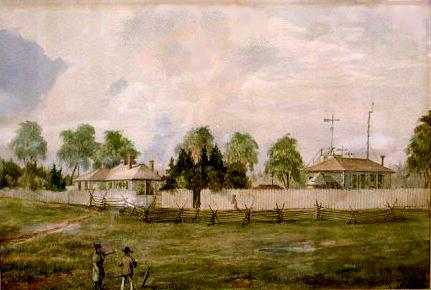
O observatório original: o prédio principal está à direita, com a cúpula visível, e o telhado do prédio menor enterrado pode ser visto por cima da cerca. Pintado por William Armstrong em 1852

As bússolas tendiam a “desviar” do norte quando as medições eram feitas em locais diferentes ou mesmo em um único local durante um período. O astrônomo Edmund Halley observou isso e os problemas que causaria à navegação em 1701.:27 Acreditava-se também que o que estivesse causando esse efeito poderia estar causando mudanças no clima e o estudo das variações magnéticas poderia levar a uma melhor previsão do tempo.
Em 1833, a British Association for the Advancement of Science (Associação Britânica para o Avanço da Ciência) encomendou uma série de medições magnéticas em todo o Reino Unido. Sob a direção do Major Edward Sabine, da Royal Artillery, iniciou-se um projeto de medição de vários anos, cujos resultados seriam publicados em 1838.:309 À medida que as medições eram feitas, várias propostas foram apresentadas para expandir o programa em todo o mundo. Em 1836, o explorador e naturalista alemão Alexander von Humboldt escreveu ao príncipe Augustus Frederick, duque de Sussex, então presidente da Royal Society, declarando que um programa formal era importante para uma nação com domínios espalhados pelo mundo.:309 Na sétima reunião da Associação Britânica, em Liverpool, em 1837, Sabine declarou que “o magnetismo da Terra não pode ser considerado menos do que um dos ramos mais importantes da história física do planeta que habitamos” e o mapeamento de suas variações seria “considerado por nossos contemporâneos e pela posteridade como um empreendimento adequado de um povo marítimo e uma conquista digna de uma nação que sempre procurou estar à frente em todos os empreendimentos árduos”.
Em 1837, o governo britânico financiou a instalação de um observatório magnético em Greenwich. A Associação continuou a pressionar pela construção de observatórios semelhantes em todo o mundo e, em 1838, suas sugestões foram aceitas pelo governo e os fundos foram fornecidos.:309 Em 1839, o governo britânico e a Royal Society prepararam quatro expedições para construir estações de observação magnética na Cidade do Cabo, Santa Helena, Hobart, Tasmânia e (eventualmente) Toronto, Ontário.:310 Equipes de oficiais da Royal Artillery foram enviadas para fazer as medições. A equipe designada para o Canadá planejou originalmente construir seu observatório na Ilha de Santa Helena, ao largo de Montreal, mas as rochas locais provaram ter uma alta influência magnética, e foi tomada a decisão de mudar para Toronto.:312 A equipe chegou em 1839 e montou acampamento em Fort York, em um quartel desativado, enquanto começava a construção de novos edifícios. O observatório recebeu 10 acres (4,0 ha) de terra a oeste do King's College; a Assembleia Legislativa de Ontário agora ocupa a área em que o colégio estava localizado.:331
O observatório, oficialmente “Her Majesty's Magnetical and Meteorological Observatory at Toronto”, foi concluído no ano seguinte. Ele consistia em dois prédios de toras, um para os instrumentos magnéticos e o outro um prédio menor semi-enterrado nas proximidades para “determinações experimentais”. A extremidade norte do prédio principal era conectada a uma pequena cúpula cônica que continha um teodolito usado para fazer medições astronômicas para a determinação precisa da hora local. Os edifícios foram construídos com o mínimo de metal possível; quando o metal era necessário, eram usados materiais não magnéticos, como latão ou cobre. Um pequeno quartel foi construído nas proximidades para abrigar a equipe.
Usando as medições dos locais de Toronto e Hobart, Sabine notou flutuações de curto prazo na declinação magnética em um período de horas e variações de longo prazo ao longo de meses. Ele concluiu rapidamente que as variações de curto prazo eram devidas ao ciclo dia/noite, enquanto as de longo prazo eram devidas ao número de manchas solares visíveis. Ele publicou dois artigos introdutórios sobre o assunto no Philosophical Transactions of the Royal Society. O primeiro, em 1851, era uma coleção de medições iniciais; o segundo, em 1852, correlacionava-se com as medições de manchas solares de Heinrich Schwabe, que haviam sido amplamente divulgadas no livro Cosmos, de Alexander von Humboldt, também publicado em 1851. Com outros dados coletados no local de Toronto, Sabine conseguiu demonstrar de forma conclusiva que o ciclo de onze anos das manchas solares causava uma variação periódica semelhante no campo magnético da Terra. Ele apresentou um terceiro e conclusivo artigo sobre o assunto em 1856, “On Periodical Laws Discoverable in the Mean Effects of the Larger Magnetic Disturbances”, no qual ele destacou o local de Toronto para receber elogios especiais.
Sir John Henry Lefroy, pioneiro no estudo do magnetismo terrestre, atuou como diretor do observatório magnético de 1842 a 1853; em 1960, a Ontario Heritage Foundation, Ministério da Cidadania e Cultura, ergueu uma placa militar provincial em sua homenagem no campus da Universidade de Toronto.

## Serviço meteorológico

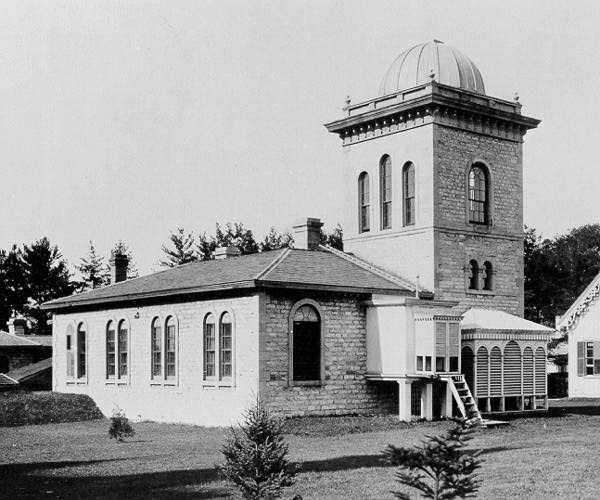
Observatório mais novo antes de ser transferido, face para o sudoeste. A imagem tem a mesma orientação que a imagem abaixo, vista da esquerda da torre

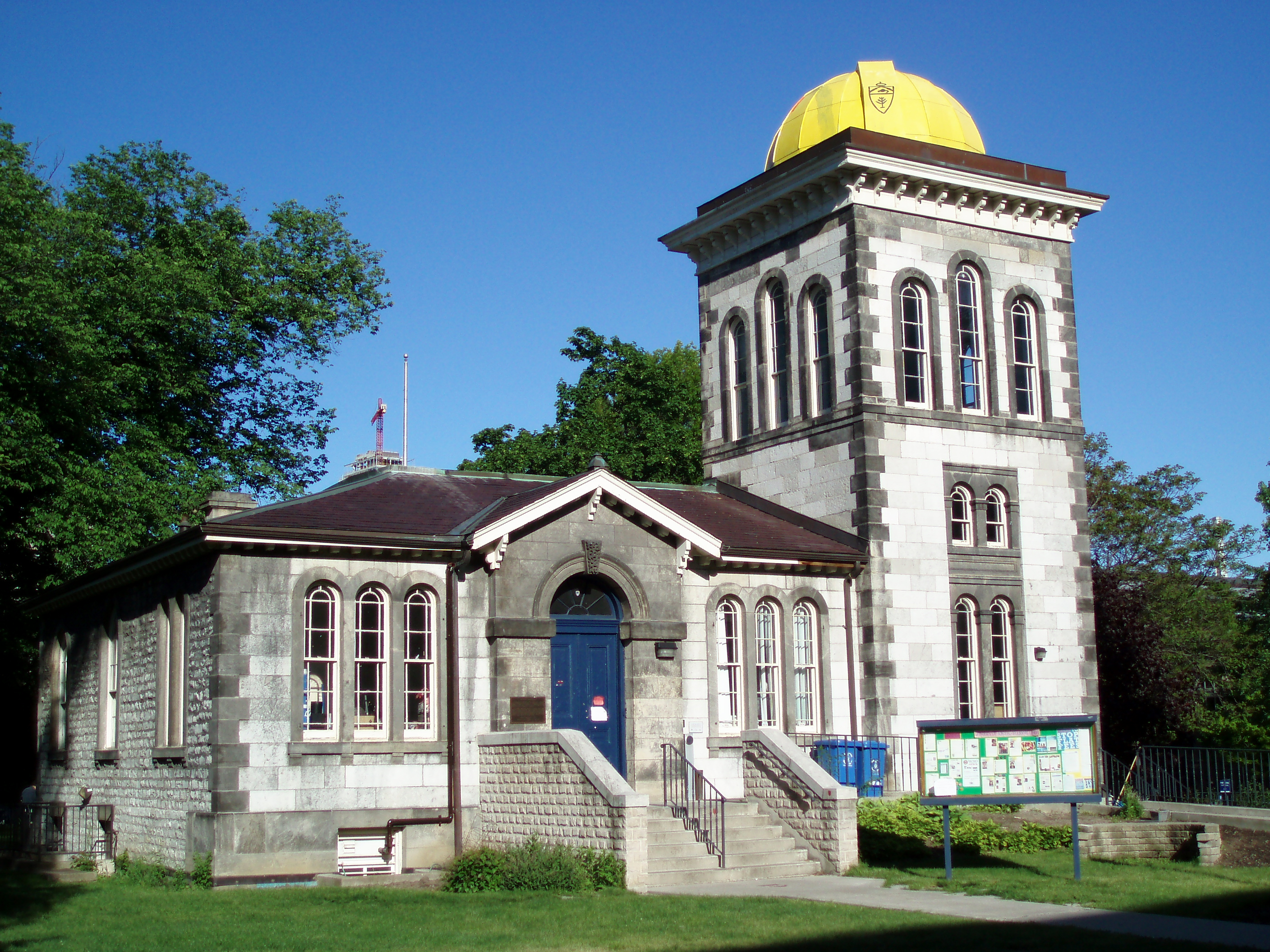
Observatório em 2009, com face para o leste-sudeste. Os escritórios no andar térreo foram girados; a entrada ficava anteriormente à direita da torre

Em 1853, o projeto da Royal Society foi concluído e o observatório foi abandonado. Após um longo debate, o governo colonial incipiente decidiu assumir sua operação. Em vez de desaparecer como seus três equivalentes, o observatório de Toronto foi modernizado e sua missão foi ampliada, pois ele se tornou uma estação meteorológica (consulte Serviço Meteorológico do Canadá) sob a direção do Ministério da Marinha e da Pesca. Durante a expansão, os edifícios originais foram substituídos por uma estrutura permanente.:109
O novo edifício foi projetado em 1853 pelo arquiteto local Frederick Cumberland, que também estava trabalhando no projeto da University College, que estava sendo construída ao norte do Observatório para substituir a King's College. O projeto do novo observatório previa um edifício de pedra, com uma torre anexa contendo o teodolito. O novo prédio foi concluído em 1855 e ficava bem em frente à entrada do atual Convocation Hall.:109
Durante seu tempo como estação meteorológica, o observatório coletou relatórios de 312 estações de observação no Canadá e outras 36 nos Estados Unidos. Cada estação era equipada com um “barômetro mercurial, dois termômetros (um máximo e um mínimo), um anemômetro para medir a velocidade do vento, um cata-vento e um pluviômetro”. Os relatórios eram enviados de forma codificada para o Observatório às 8h e às 20h todos os dias, na Zona de Tempo Oriental (então conhecido como “75th meridian time”), e usados para produzir um gráfico com a previsão do tempo para as 36 horas seguintes. Essas previsões eram então telegrafadas para todo o país e os gráficos eram distribuídos aos jornais e à Junta Comercial, onde podiam ser vistos pelo público. Com a instalação de telefones, o Observatório também oferecia relatórios meteorológicos sob demanda, o que era um serviço importante para os vendedores de frutas, que usavam os relatórios para planejar o transporte.
Entre seus outros usos, em 1880, as medições do local foram usadas como parte do esforço para desenvolver a hora padrão. O observatório permaneceu como o cronometrista oficial do Canadá até 1905, quando essa responsabilidade foi transferida para o Dominion Observatory de Ottawa. Exatamente às 11h55, os relógios dos quartéis de bombeiros de Toronto foram acionados por um sinal elétrico do Observatório.
Em 1881, o diretor do observatório, Charles Carpmeal, sugeriu acrescentar um telescópio de alta qualidade ao observatório. Ele achava que as observações solares diretas levariam a uma melhor compreensão dos efeitos das manchas solares sobre o clima (já em 1910, o então diretor do observatório, Robert Frederic Stupart, observou que “as manchas solares têm mais a ver com nossas condições climáticas do que os anéis ao redor da lua”). Coincidentemente, o governo canadense (formado em 1867) estava interessado em participar do grande esforço internacional para registrar com precisão o Trânsito de Vênus de dezembro de 1882.
Foram fornecidos fundos para a compra de um telescópio refrator de 150 mm da T. Cooke & Sons. A cúpula foi originalmente projetada para montar um pequeno trânsito, e o telescópio longo, com mais de 2 metros de comprimento, tinha um campo de visão limitado pela abertura da cúpula. Um grande pilar de pedra foi construído dentro da torre, elevando o telescópio para aproximá-lo da cúpula e melhorar seu campo de visão. Infelizmente, o novo telescópio não pôde participar das medições do trânsito devido ao mau tempo,:117 e perdeu o Trânsito de Mercúrio de 1895 pelo mesmo motivo.:115

## Realocação

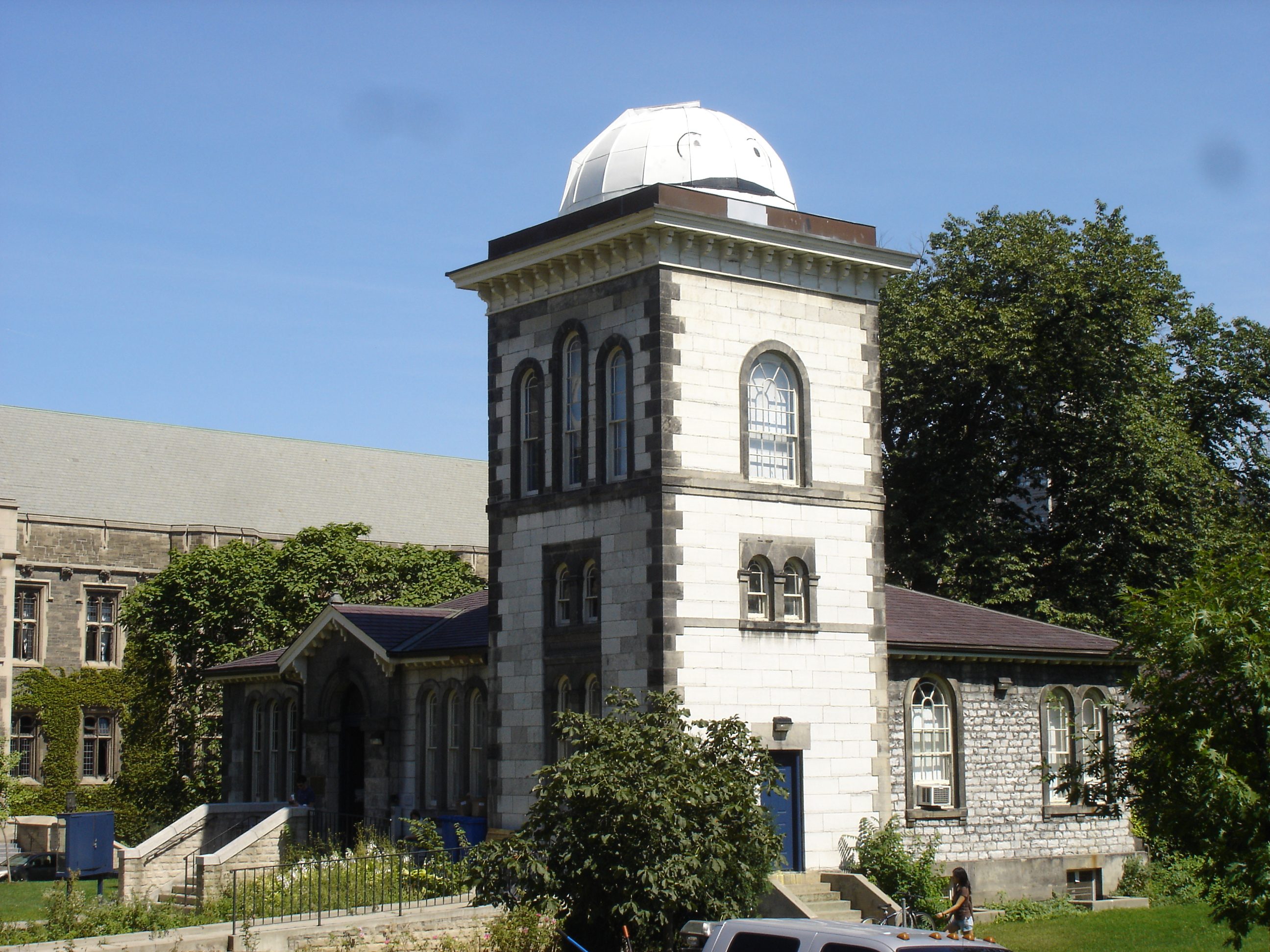
O observatório visto na direção norte-nordeste, com a Hart House ao fundo. A rotação da torre é mais óbvia aqui: compare a localização das janelas com as imagens acima

Na década de 1890, o observatório ficou lotado devido ao rápido crescimento da universidade. A eletrificação das linhas de bonde ao longo da College Street, ao sul, e as grandes quantidades de metal usadas nos edifícios modernos que cercavam o local, fizeram com que os instrumentos ficassem fora de serviço.:117 Um novo observatório magnético foi inaugurado em 1898 em Agincourt, na época campos em grande parte vazios, (encontrado em mapas posteriores na extremidade norte da fazenda de George Forfar, a leste da Midland Avenue, perto da Highway 401, ou onde hoje se encontra o prédio da Health Canada Protection Branch), deixando o campus no centro da cidade com suas funções de observação meteorológica e solar.
Em 1907, os novos prédios da universidade cercavam completamente o observatório; a poeira da construção entupia os instrumentos meteorológicos e, à noite, a iluminação elétrica tornava impossível o trabalho astronômico. O Meteorological Office decidiu abandonar o local e mudar-se para um novo prédio na extremidade norte do campus, na 315 Bloor Street West, trocando o Observatório original pela Universidade em troca do novo terreno.:118 Houve alguma discussão sobre o que fazer com o telescópio Cooke, já que o Meteorological Office tinha pouco uso para esse instrumento puramente astronômico. Nenhum outro uso foi dado imediatamente, e o telescópio foi transferido junto com o Meteorological Office para seu novo Observatório da Bloor Street.
A universidade assumiu a propriedade do prédio do observatório, agora em desuso, e originalmente iria abandoná-lo. Louis Beaufort Stewart, professor da Faculdade de Ciências Aplicadas e Engenharia, fez campanha para que ele fosse guardado para o Departamento de Agrimensura e Geodésia. Ele acabou conseguindo que o prédio fosse reconstruído em um local mais adequado. O trabalho de demolição foi realizado em 1907: as pedras foram simplesmente deixadas no local durante o inverno e foram usadas no ano seguinte para construir um prédio reorganizado a leste do prédio principal da University College (ao sul da Hart House).:118
Em 1930, o Escritório Meteorológico não usava mais o telescópio Cooke e concordou em doá-lo para a universidade se ela se encarregasse de sua remoção. Tanto o telescópio quanto a cúpula do observatório foram transferidos para o prédio do observatório.:123 O telescópio foi transferido novamente em 1952 para o Observatório David Dunlap, ao norte da cidade, e em 1984 foi doado ao Museu de Ciência e Tecnologia do Canadá. O Department of Surveying and Geodesy usou o observatório até a década de 1950. Desde então, as áreas de escritórios têm sido usadas para diversos fins, incluindo uma subestação policial e uma central telefônica.:117 Renomeado como Louis Beaufort Stewart Observatory, o edifício foi entregue ao Students' Administrative Council (atual University of Toronto Students' Union) em 1953, que tem usado o edifício desde então. A cúpula, agora sem uso, recebe anualmente uma pintura multicolorida feita por estudantes de engenharia.

## Patrimônio
A propriedade está listada no Registro de Patrimônio da Cidade de Toronto desde 1973. A listagem indica que foi inaugurado como um observatório em 1857, projetado por Cumberland and Storm.